# Адыгейский чай
Адыгейский чай (адыг. Адыгэ щайуц) — чай, выращиваемый в Адыгее. Наряду с краснодарским чаем является самым северным чаем России, и одним из самых северных чаёв в мире. Выращивают шесть сортов чая, из сырья производится зелёный и чёрный чай. Бренд «Адыгейский чай» является зарегистрированным наименованием.
На XIX Всероссийской агропромышленной выставке «Золотая осень» в 2017 году в Москве адыгейский чай «чёрный байховый» и «зелёный байховый» были награждены дипломами и золотыми медалями выставки.

## Происхождение
Первые чайные кусты в Адыгее появились в 1938 году, это были грузинские сорта, ведущие происхождение от китайского чая «кимун». Размер опытных плантаций составлял всего несколько соток. В 1967 году сотрудники Адыгейской опытной станции заложили 20 га чайных кустов. В 2010 году на основе 11 сортов грузинского чая Адыгейским филиалом Всероссийского НИИ цветоводства и субтропических культур (ВНИИЦиСК) был выведен высокогорный морозостойкий сорт адыгейского чая.

## Терруар
Чайные плантации располагаются в Майкопском районе, недалеко от посёлка Цветочный, на высоте 400—550 м над уровнем моря, в 2016 году их площадь составляла 6 га, но урожай дают только 1,5 га. По данным ВНИИЦиСК, теоретически, в республике Адыгея имеется 9,5 тыс. га земель, пригодных для выращивания чая. Но чтобы высадить на этих землях чай, нужны большие финансовые вложения, которые окупятся не раньше чем через 8-10 лет.

## Характеристики и особенности
Адыгейский чай отличается повышенным содержанием танинов — до 16 %.
Сезон сбора — с мая по октябрь. Листья чая собираются и сортируются вручную.

### Урожайность
По уверениям специалистов, урожайность адыгейского чая при благоприятных условиях может достигать 50 центнеров с гектара.
По факту в 2016 году с адыгейских плантаций собрано 1,8 т чайного листа, в 2017 году — всего 600 кг, в 2019 году — чуть более 2 тонн чая-сырца, а в 2020 году из-за засухи урожайность была снова низкой: было собрано всего 1,6 тонн. Урожайность может быть повышена за счёт орошения, причём необходимо использовать мелкодисперсное орошение — это повышает урожайность на 30 %.

## Чайный туризм
Туристам предлагаются экскурсии на чайные плантации. В административном корпусе Адыгейского филиала ВНИИЦиСК в Майкопе есть «музей чая».